# کاتر (آریزونا)
کاتر (به انگلیسی: Cutter) یک منطقهٔ مسکونی در ایالات متحده آمریکا است که در شهرستان جیلا، آریزونا واقع شده‌است. کاتر ۲٫۱۴ کیلومتر مربع مساحت و ۱۱٬۲۶۵ نفر جمعیت دارد و ۹۶۴٫۰۹ متر بالاتر از سطح دریا واقع شده‌است.